# Dimeria orissae
Dimeria orissae är en gräsart som beskrevs av Norman Loftus Bor. Dimeria orissae ingår i släktet Dimeria och familjen gräs. Inga underarter finns listade i Catalogue of Life.